# Bo Bedre
Bo Bedre är dansk heminredningstidning som kommer ut en gång per månad. Tidningen är Danmarks mest lästa månadstidning som trycks i 88 000 exemplar och läses av 654 000 läsare.